# Scruparia chelata
Scruparia chelata is een mosdiertjessoort uit de familie Scrupariidae. De wetenschappelijke naam werd in 1758 gepubliceerd door Carl Linnaeus in de tiende editie van Systema naturae.